# Verski turizem

## Definicija
Verski turizem je oblika turizma, pri kateri turisti obiskujejo verske znamenitosti, ki imajo kulturni, zgodovinski in verski pomen. V zgodovini so na religiozne kraje potovali le verniki, danes pa so romanja v tuje dežele globalni trend.

## Uvod
Nekateri verski kraji, kot so Meka v Savdski Arabiji, Fatima, Portugalska in Lourdes v Franciji, privabljajo milijone verskih turistov, dobrodelnih delavcev, misijonarjev in humanitarcev. 
Evropa ima 40-odstotni delež vseh verskih potovanj, več kot polovica pa jih je v Aziji,kjer je glavno romarsko središče Indija.
Najbolj znana verska turistična mesta: Jeruzalem, Meka, Vatikan, Fatima, Portugalska.

## Romanja
Romanja so bila nekoč usmerjena predvsem za lokalno prebivalstvom, vendar je verski turizem v zadnjih desetletjih doživel velik razcvet na svetovni ravni. S povečanjem števila romarjev, ki prihajajo v svete kraje, pa so se ti začeli spreminjati. Pravih romarjev je vedno manj. 
Če so včasih na romanja hodili le verniki, jih danes obiskujejo tudi tisti radovedni turisti, ki niso verni.
Na leto romanja po vsem svetu obiskuje okoli 300 milijonov vernikov.  To je lahko le enodnevni izlet ali pa potovanje življenja.
Motivi, zakaj se ljudje odločijo za romanja ali kakšno drugo formo verskega turizma, so predvsem prošnje za zdravje, srečo, ker želijo okrepiti svojo vero ali jo obuditi. Nekateri iščejo močnejše občutenje vere ali pa raziskujejo zgodovino in kulturo svoje vere.

## Verska turistična mesta
- Katoliška verska  turistična mesta: Lurd v Franciji, Fatima, Portugalska, Medžugorje v Bosni in Hercegovini, Vatikan.
- Pravoslavna verska turistična mesta: Jeruzalem v Izraelu, Atos v Grčiji, Lepavina v Hrvaškem, Mileševo v Srbiji.
- Muslimanska verska turistična mesta: Meka in Medina v Savdski Arabiji.
- Hagija Sofija v Istanbulu, je nekdanja pravoslavna  patriarhalna bazilika, kasnejšnja mošeja ter današnji muzej, ki je tudi glavna atrakcija Turčije.

## Verski turizem v Sloveniji
Najpomembnejša Slovenska romarska svetišča so:
- Brezje, kjer je v Bazilika Marije Pomagaj, znana slika device Marije z otrokom, ki je delo slikarja Leopolda Layerja iz Kranja. Brezje vsako leto obišče okoli 300. 000 vernikov.

- Ptujska Gora, ki je najpomembnejša romarska pot na Štajerskem. Vsako leto jo obišče 60.000 ljudi.

- Sveta Gora, Nova Gorica, na kateri je bazilika Marijinega vnebovzetja. Bila je prva slovenska božjepotna cerkev, zgrajena v slogu med gotiko in renesanso. Zgradili so jo v 16. stoletju, množično pa jo poleg Slovencev obiskujejo še Italijani in Furlani.
- Samostan Stična v Ivančni Gorici je najstarejši slovenski samostan.